# Lucas Boyé
Lucas Ariel Boyé (San Gregorio, 28 de fevereiro de 1996) é um futebolista argentino que atua como atacante. Atualmente joga pelo Granada.

## Carreira

### River Plate
Lucas Boyé começou a carreira na base do River Plate, em 2014.

### Newell's Old Boys
Na temporada 2015, foi emprestado para o Newell's Old Boys, para ganhar minutos no time de Rosário.

### Torino
Em 2016, ele foi comprado pelo Torino, no dia 1 de fevereiro de 2016, num acordo de quatro anos.

### Celta de Vigo
Boye foi emprestado ao Celta de Vigo na temporada 2017-2018 da La Liga, atuando com a camisa 9.

### AEK Atenas
Em 2018, assinou com o AEK Atenas, por empréstimo.